# Завоювання Туніса (1574)
Завоювання Тунісу в 1574 році — завоювання міста Туніс Османською імперією в ході її боротьби за контроль над цим містом з Іспанською імперією та її васалами — хафсідськими султанами Тунісу. Ця подія мала велике значення, оскільки після неї остаточно визначилось, що Північна Африка перебуватиме під владою мусульман, а не християнства, і з нею закінчилась іспанську Конкісту Північної Африки, яка була розпочата католицькими королями Іспанії в 1497 році. Захоплення Тунісу в 1574 році стало останнім кроком у встановленні османського панування у східному та центральному Магрибі.

## Передумови

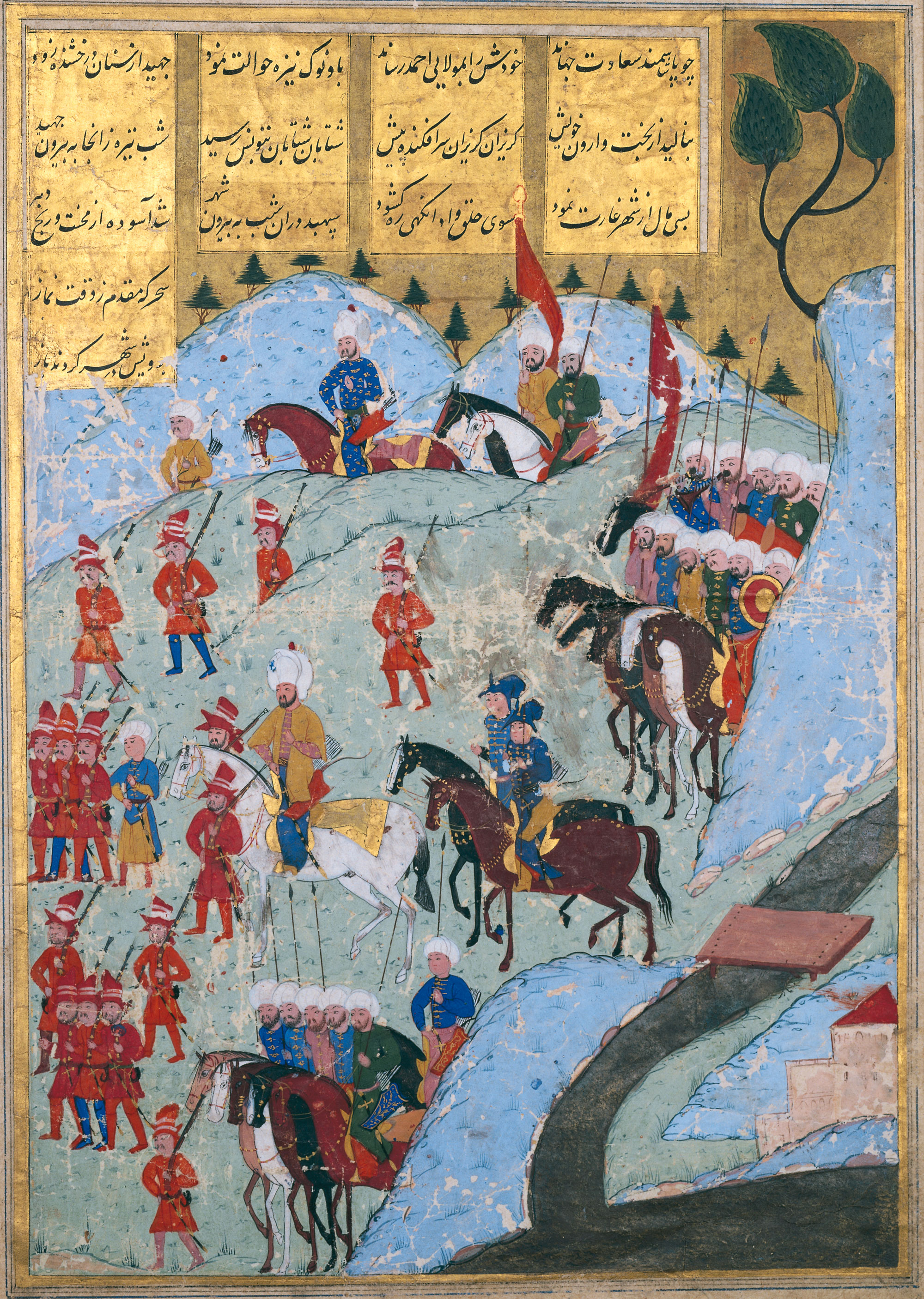
Османські війська (близько 5000 яничар) і кабільських військо, під чолі з Улучем Алі, пашею Алжиру, в поході на Туніс в 1569 році

Вперше Туніс був завойований османським флотом на чолі з капудан-пашою Хай ад-Діном Барбароссою у хафсідського султана Мулая Хафсана в 1534 році. Однак наступного року імператор Священної Римської імперії Карл V організував велику експедицію об'єднаного християнського флоту і в свою чергу захопив Туніс. Він відновив на троні Мулая Хафсана як свого васала і залишив у укріпленому іспанцями форті Ла-Гулетт, що прикривав з моря доступ до міста значний іспанський гарнізон. Бей Алжиру і ще один відомий берберський корсар Улуч Алі знову захопив Туніс для Османської імперії в 1569 році, але після християнської перемоги 1571 року в битві при Лепанто Хуану Австрійському вдалося знову завоювати Туніс у жовтні 1573.

## Захоплення Тунісу
У 1574 р. Вільгельм Оранський та Карл IX Французький через свого прогугенотські налаштованого посла Франсуа де Ноаля, єпископа Дакса, намагалися отримати підтримку османського правителя Селіма II з метою відкрити новий фронт проти іспанського короля Філіпа II. Селім II надіслав свою підтримку через посланця, який намагався організувати зв'язок голландців з непокірними іспанськими Морисками та піратами Алжиру. Восени 1574 року Селім відправив великий флот для повернення Тунісу, тим самим домігшись зменшення тиску Іспанії на голландців.
У битві під Ла-Гулетт Селім II зібрав флот від 250 до 300 військових кораблів із армією в складі близько 75 000 чоловік. Османським флотом командували Юсуф Сінан-паша та Улуч Алі. Сили османського флоту, разом із військами, надісланими губернаторами Алжиру, Триполі та Тунісу, складали загальну чисельність близько 100 000 чоловік. Армія напала на Туніс і Ла-Гулетт. Фортеця Ла-Гулетт, яку захищав гарнізон з 7000 чоловік, впала 24 серпня 1574 року. Останні християнські війська в невеликому форті навпроти Тунісу здалися 3 вересня 1574 р.

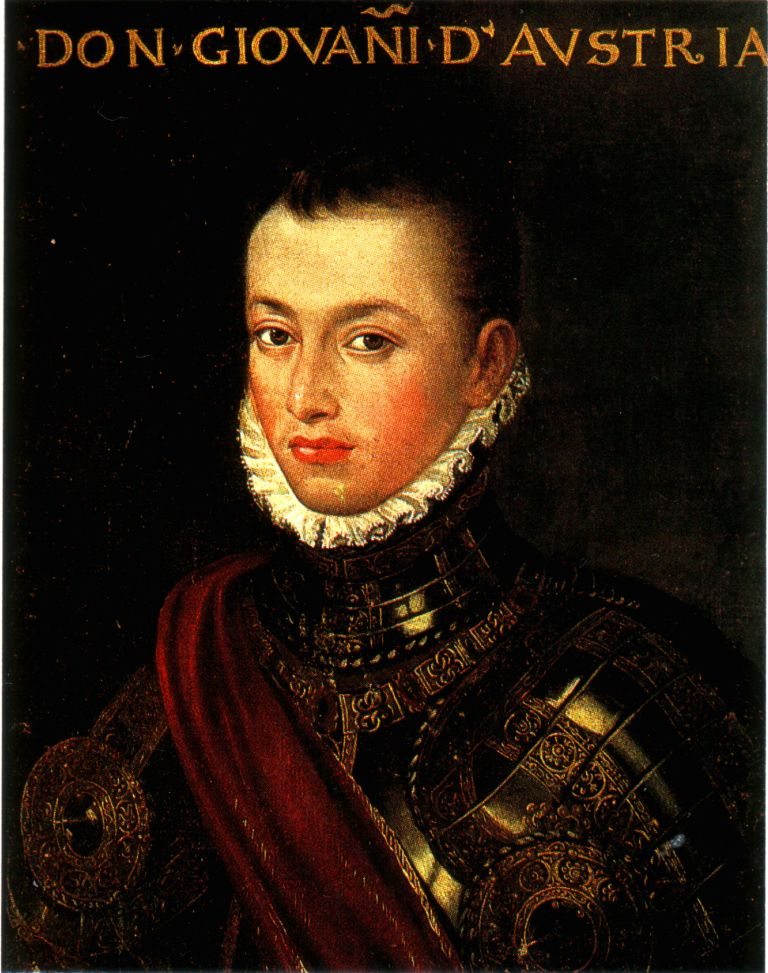
Іван Австрійський кілька разів намагався зняти облогу, але марно.

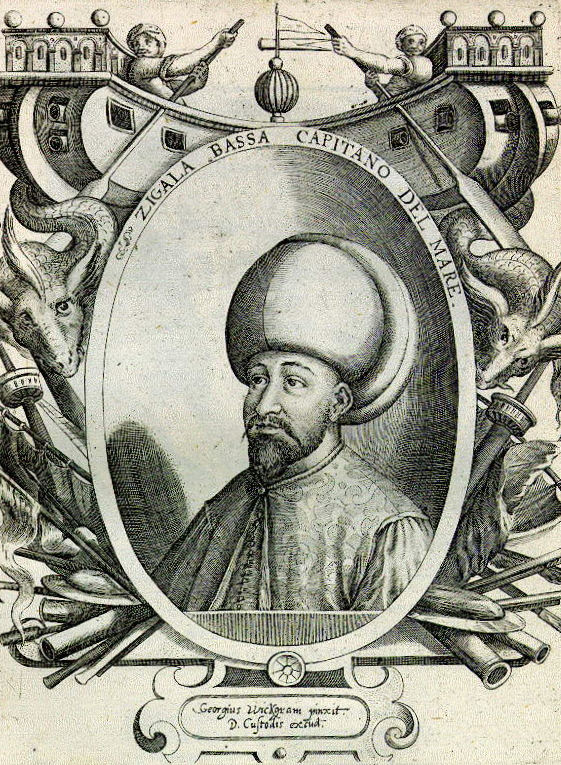
Ісламський мусульманин Цюлалазаде Юсуф Сінан-паша керував османським захопленням Тунісу.

Хуан Австрійський спробував зняти облогу з міста на чолі флоту галер з Неаполя та Сицилії, але не зумів вчасно прибути на місце подій через шторми. Іспанська корона, що була активно задіяна у військових діях в Нідерландах і якій хронічно не вистачало коштів, не змогла надати суттєвої допомоги оборонцям Тунісу.
Мігель де Сервантес, майбутній автор «Дон Кіхота», брав участь у цих подіях як солдат і був серед військ Хуана Австрійського, які намагалися прийти на допомогу місту. Він стверджує, що османи здійснили 22 напади на форт Туніс, втративши 25 000 чоловік, тоді як вижили лише 300 християн. Про битву він писав:
Абд аль-Малік, майбутній султан Марокко, брав участь у завоюванні Тунісу в 1574 році на боці османів.
Габріо Сербеллоні був командиром форту Туніс. Генерал Ла-Голети, Педро Портокарерро, був узятий у полон до Константинополя, але по дорозі помер. Полонені солдати були відправлені працювати рабами на галерах.

## Наслідки

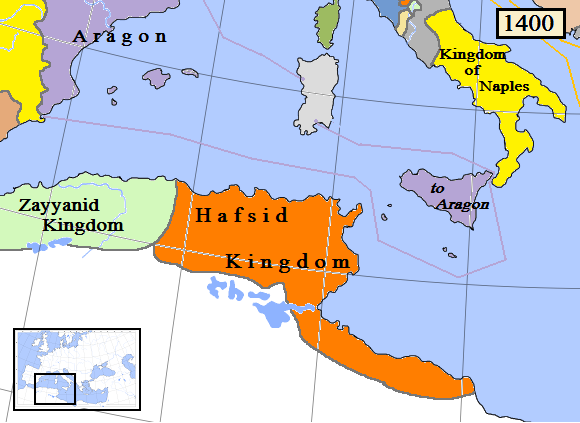
Захоплення Тунісу віддало території династії Хафсидів Османській імперії.

Битва ознаменувала остаточне встановлення османського панування в Тунісі, поклавши край династії Хафсідів та іспанській присутності в Тунісі.
Успіх османів під керівництвом Улуч Алі в битві при Ла-Гулетт призвів до зменшення тиску Іспанії на голландців і призвів до переговорів на Бредській конференції. Після смерті французького короля Карла IX у травні 1574 р. османсько-голландські контакти ослабли, хоча, вважається, що османи підтримали повстання 1575—1576 рр. і створили в 1582 р. своє консульство в Антверпені (De Turks-Griekse Natie). Османи уклали перемир'я з Іспанією та переключили свою увагу на конфлікт з Персією, що призвів до Османсько-Сефевідської війни (1578—1590). Іспанська корона стала банкрутом 1 вересня 1575 р.